# Carolyn Heilbrun
Carolyn Gold Heilbrun, bekannt auch unter dem Pseudonym Amanda Cross, (* 13. Januar 1926 in East Orange; New Jersey; † 9. Oktober 2003 in Manhattan, New York City, N.Y.) war eine US-amerikanische Schriftstellerin und Frauenrechtlerin.

## Leben
Carolyn Gold studierte an der renommierten Frauen-Universität Wellesley College bei Boston und englische Literatur an der Columbia University, New York City. Sie heiratete James Heilbrun, Professor für Wirtschaftswissenschaften, und hatte mit ihm drei Kinder. 1986 wurde sie die erste Direktorin des Forschungsinstitutes für Frauenfragen an der Columbia University.
Heilbrun verfasste neun Werke und zahlreiche Essays und Presseartikel, in denen sie Literatur, vor allem die literarischen Werke von Frauen, aus dem Blickwinkel einer Feministin interpretierte.
Unter dem Pseudonym „Amanda Cross“ veröffentlichte Heilbrun, selbst Professorin für englische Literatur, 13 Kriminalromane um die Literaturprofessorin Kate Fansler.
Sie war Fellow der American Academy of Arts and Sciences.
Heilbrun starb am 9. Oktober 2003 durch Selbsttötung. Sie hatte sich bereits 1997 in dem Essay-Band The Last Gift of Time: Life Beyond Sixty („Das letzte Geschenk: Leben jenseits der 60er“, nicht ins Deutsche übersetzt) mit dem Thema Selbsttötung befasst.

## Werke
- Writing a Woman's Life (Aus dem Leben einer Frau)
- Christopher Isherwood, 1970
- The Representation of Women in Fiction: Selected Papers from the English Institute, 1983
- Hamlet's Mother and Other Women, 1990
- Toward a Recognition of Androgyny, 1993
- The Education of a Woman: The Life and Times of Gloria Steinem, 1996
- The Last Gift of Time: Life Beyond Sixty, 1997
- Women's Lives: The View from the Threshold, 1999
- Reinventing Womanhood (Weiblichkeit neu definiert)
- When Men Were the Only Models We Had: My Teachers Barzun, Fadiman, Trilling, 2001

Amanda Cross
- In the Last Analysis (Gefährliche Praxis), 1964
  - Die letzte Analyse. Ein Fall für Kate Fansler. (übersetzt von Monika Blaich und Klaus Kamberger) Dörlemann Verlag, Zürich 2021, ISBN 978-3-03820-088-8.
- The James Joyce Murder (In besten Kreisen), 1967
  - Der James Joyce-Mord. Ein neuer Fall für Kate Fansler. (übersetzt von Monika Blaich und Klaus Kamberger) Dörlemann Verlag, Zürich 2021, ISBN 978-3-03820-096-3.
- Poetic Justice (Eine feine Gesellschaft), 1970
- The Theban Mysteries (Schule für höhere Töchter), 1971
  - Thebanischer Tod. Kate Fansler ermittelt. (übersetzt von Monika Blaich und Klaus Kamberger) Dörlemann Verlag, Zürich 2022, ISBN 978-3-03820-109-0.
- The Question of Max (Tödliches Erbe), 1976
- Death in a Tenured Position (Die Tote von Harvard), 1981
- Sweet Death, Kind Death (Süßer Tod), 1984
- No Word from Winifred (Albertas Schatten), 1986
- A Trap for Fools (Der Sturz aus dem Fenster), 1989
- The Players Come Again (Verschwörung der Frauen), 1990
- An Imperfect Spy (Spionin in eigener Sache), 1995
- The Puzzled Heart (Das zitternde Herz), 1998
- Honest Doubt, 2000
- The Edge of Doom, 2002